# Lista de deputados federais do Brasil da 49.ª legislatura
Esta é a lista de deputados federais do Brasil da 49.ª legislatura do Congresso Nacional. Inclui-se o nome civil dos parlamentares, o partido ao qual eram filiados na data da posse e a quantidade de votos que receberam para sua eleição, sua unidade federativa de origem, bem como outras informações. Esta legislatura da Câmara dos Deputados durou de 1 de fevereiro de 1991 a 31 de janeiro de 1995.

## Composição das bancadas
| Partido | Líder                        | Bancada   | Posição      |
| ------- | ---------------------------- | --------- | ------------ |
| PMDB    | Genebaldo Correia (BA)       | 108 / 503 | Governo      |
| PFL     | Luís Eduardo Magalhães (BA)  | 83 / 503  | Governo      |
| PDT     | Brandão Monteiro (RJ)        | 45 / 503  | Oposição     |
| PDS     | Victor Faccioni (RS)         | 42 / 503  | Governo      |
| PRN     | Arnaldo Faria de Sá (RS)     | 40 / 503  | Governo      |
| PSDB    | José Serra (SP)              | 38 / 503  | Independente |
| PTB     | Gastone Righi (SP)           | 38 / 503  | Governo      |
| PT      | José Genoino (SP)            | 35 / 503  | Oposição     |
| PDC     | Eduardo Siqueira Campos (TO) | 22 / 503  | Governo      |
| PL      | Ricardo Izar (SP)            | 17 / 503  | Governo      |
| PSB     | José Carlos Saboia (MA)      | 11 / 503  | Oposição     |
| PSC     | Antônio Holanda (AL)         | 6 / 503   | Governo      |
| PCdoB   | Haroldo Lima (BA)            | 5 / 503   | Oposição     |
| PRS     | Israel Pinheiro Filho (MG)   | 4 / 503   | Governo      |
| PCB     | Augusto Carvalho (DF)        | 3 / 503   | Oposição     |
| PTR     | Benedito Domingos (DF)       | 2 / 503   | Governo      |
| PST     | Flávio Derzi (MS)            | 2 / 503   | Governo      |
| PSD     | Ronaldo Caiado (GO)          | 1 / 503   | Governo      |
| PMN     | Everaldo de Oliveira (SE)    | 1 / 503   | Independente |

Líder do Governo: Luiz Pontes
Líder da Oposição: Waldemir Moka

## Relação
São relacionados os candidatos eleitos com informações complementares da Câmara dos Deputados.
| Os Deputados desta legislatura | Partido | Votação |
| Acre                           | Acre    | Acre    |
| ------------------------------ | ------- | ------- |
| João Tota                      | PDS     | 6.415   |
| Mauri Sérgio                   | PMDB    | 5.734   |
| Célia Mendes                   | PDS     | 5.394   |
| Zila Bezerra                   | PMDB    | 4.031   |
| João Maia                      | PMDB    | 3.855   |
| Adelaide Neri                  | PMDB    | 3.779   |
| Ronivon Santiago               | PMDB    | 3.338   |
| Francisco Diógenes             | PDS     | 3.239   |
| Alagoas                        |         |         |
| Vitório Malta                  | PSC     | 47.669  |
| Augusto Farias                 | PSC     | 47.569  |
| Luís Dantas                    | PSC     | 42.482  |
| Cleto Falcão                   | PRN     | 38.125  |
| Antônio Holanda                | PSC     | 33.250  |
| José Thomaz Nonô               | PFL     | 32.749  |
| Olavo Calheiros                | PRN     | 29.802  |
| Roberto Torres                 | PTB     | 25.703  |
| Mendonça Neto                  | PDT     | 25.598  |
| Amapá                          |         |         |
| Murilo Pinheiro                | PFL     | 4.137   |
| Fátima Pelaes                  | PFL     | 4.072   |
| Aroldo Góes                    | PDT     | 3.234   |
| Sérgio Barcelos                | PFL     | 3.473   |
| Eraldo Trindade                | PFL     | 3.274   |
| Gilvam Borges                  | PRN     | 2.901   |
| Lourival Freitas               | PT      | 2.691   |
| Valdenor Guedes                | PTB     | 1.957   |
| Amazonas                       |         |         |
| Ézio Ferreira                  | PFL     | 41.073  |
| Eduardo Braga                  | PDC     | 38.945  |
| Átila Lins                     | PFL     | 30.807  |
| José Dutra                     | PMDB    | 23.117  |
| Ricardo Moraes                 | PT      | 17.944  |
| Beth Azize                     | PDT     | 17.025  |
| Pauderney Avelino              | PDC     | 15.659  |
| Euler Ribeiro                  | PMDB    | 15.512  |
| Bahia                          |         |         |
| Waldir Pires                   | PDT     | 147.689 |
| Luís Eduardo Magalhães         | PFL     | 86.680  |
| João Alves                     | PFL     | 69.315  |
| Waldeck Ornelas                | PFL     | 50.566  |
| José Carlos Aleluia            | PFL     | 50.179  |
| Félix Mendonça                 | PTB     | 49.392  |
| Eraldo Tinoco                  | PFL     | 46.708  |
| Sérgio Brito                   | PDC     | 43.336  |
| Benito Gama                    | PFL     | 42.723  |
| Jairo Azi                      | PDC     | 41.888  |
| Jabes Ribeiro                  | PSDB    | 39.019  |
| Jonival Lucas                  | PDC     | 38.551  |
| Marcos Medrado                 | PRN     | 38.257  |
| Geddel Vieira Lima             | PMDB    | 36.637  |
| Nestor Duarte                  | PMDB    | 36.421  |
| Ribeiro Tavares                | PL      | 36.015  |
| José Lourenço                  | PDS     | 35.530  |
| Jorge Khoury                   | PFL     | 33.778  |
| Luís Viana Neto                | PMDB    | 33.114  |
| Sebastião Ferreira             | PMDB    | 32.457  |
| Ângelo Magalhães               | PFL     | 32.122  |
| Prisco Viana                   | PMDB    | 30.071  |
| Jutahy Magalhães Júnior        | PSDB    | 29.136  |
| José Falcão                    | PFL     | 28.633  |
| João Carlos Bacelar            | PMDB    | 25.386  |
| Leur Lomanto                   | PFL     | 25.136  |
| Genebaldo Correia              | PMDB    | 24.908  |
| Haroldo Lima                   | PCdoB   | 24.336  |
| Manoel Castro                  | PFL     | 24.104  |
| João Almeida                   | PMDB    | 23.839  |
| Uldurico Pinto                 | PSB     | 22.302  |
| Luiz Moreira                   | PTB     | 22.057  |
| Sergio Gaudenzi                | PDT     | 20.604  |
| Pedro Irujo                    | PRN     | 20.057  |
| Aroldo Cedraz                  | PRN     | 17.421  |
| Alcides Modesto                | PT      | 16.332  |
| Jaques Wagner                  | PT      | 11.916  |
| Clóvis Assis                   | PDT     | 7.246   |
| Beraldo Boaventura             | PDT     | 6.486   |
| Ceará                          |         |         |
| José Linhares                  | PSDB    | 103.740 |
| Moroni Torgan                  | PDC     | 92.770  |
| Gonzaga Mota                   | PMDB    | 76.451  |
| Vicente Fialho                 | PFL     | 69.082  |
| Edson Silva                    | PDT     | 61.692  |
| Luiz Girão                     | PDT     | 61.528  |
| Ernani Viana                   | PSDB    | 59.505  |
| Sérgio Machado                 | PSDB    | 53.296  |
| Mauro Sampaio                  | PSDB    | 50.852  |
| Antônio dos Santos             | PFL     | 50.199  |
| Luiz Pontes                    | PSDB    | 49.885  |
| Pinheiro Landim                | PMDB    | 47.612  |
| Carlos Benevides               | PMDB    | 46.339  |
| Maria Luiza Fontenele          | PSB     | 45.649  |
| Etevaldo Nogueira              | PFL     | 44.200  |
| Aécio de Borba                 | PDS     | 39.978  |
| Ubiratan Aguiar                | PMDB    | 39.225  |
| Carlos Virgílio Távora         | PDS     | 38.236  |
| Orlando Bezerra                | PFL     | 37.371  |
| Jackson Pereira                | PSDB    | 37.331  |
| Marco Penaforte                | PSDB    | 35.197  |
| Ariosto Holanda                | PSB     | 21.754  |
| Distrito Federal               |         |         |
| Augusto Carvalho               | PCB     | 42.957  |
| Paulo Octávio                  | PRN     | 38.233  |
| Osório Adriano                 | PFL     | 34.970  |
| Benedito Domingos              | PTR     | 27.364  |
| Maria Laura Pinheiro           | PT      | 26.186  |
| Jofran Frejat                  | PFL     | 22.779  |
| Chico Vigilante                | PT      | 20.864  |
| Sigmaringa Seixas              | PSDB    | 12.858  |
| Espírito Santo                 |         |         |
| Rita Camata                    | PMDB    | 99.147  |
| Paulo Hartung                  | PSDB    | 49.248  |
| Roberto Valadão                | PMDB    | 21.237  |
| Rose de Freitas                | PSDB    | 19.951  |
| João Batista Mota              | PSDB    | 19.843  |
| Jones dos Santos Neves         | PL      | 16.524  |
| Nilton Baiano                  | PMDB    | 15.218  |
| Jório de Barros                | PMDB    | 10.935  |
| Etevalda Menezes               | PMDB    | 7.538   |
| Aloizio Santos                 | PMDB    | 5.714   |
| Goiás                          |         |         |
| Ronaldo Caiado                 | PSD     | 98.256  |
| Lúcia Vânia                    | PMDB    | 67.978  |
| Pedrinho Abrão                 | PMDB    | 49.017  |
| Maria Valadão                  | PDS     | 44.810  |
| Antônio Faleiros               | PMDB    | 39.764  |
| Mauro Miranda                  | PMDB    | 35.925  |
| Haley Margon                   | PMDB    | 32.456  |
| Roberto Balestra               | PDC     | 30.919  |
| Paulo Mandarino                | PDC     | 30.047  |
| José Gomes da Rocha            | PRN     | 28.118  |
| Osório Santa Cruz              | PDC     | 25.745  |
| Naphtali Alves de Souza        | PMDB    | 24.526  |
| João Natal                     | PMDB    | 23.713  |
| Mauro Borges                   | PDC     | 22.988  |
| Lázaro Barbosa                 | PMDB    | 22.459  |
| Virmondes Cruvinel             | PMDB    | 22.386  |
| Délio Braz                     | PMDB    | 19.495  |
| Maranhão                       |         |         |
| Roseana Sarney                 | PFL     | 44.785  |
| Francisco Coelho               | PDC     | 37.306  |
| Ricardo Murad                  | PFL     | 36.819  |
| Cid Carvalho                   | PMDB    | 34.003  |
| Sarney Filho                   | PFL     | 32.470  |
| José Reinaldo Tavares          | PFL     | 28.926  |
| Eduardo Matias                 | PDC     | 26.945  |
| Paulo Marinho                  | PSC     | 25.247  |
| Nan Souza                      | PFL     | 24.240  |
| João Rodolfo                   | PDS     | 23.844  |
| Daniel Silva Alves             | PRN     | 23.412  |
| José Burnett                   | PRN     | 23.291  |
| César Bandeira                 | PFL     | 23.014  |
| Haroldo Saboia                 | PDT     | 22.086  |
| Pedro Novais                   | PDC     | 22.081  |
| Jaime Santana                  | PSDB    | 22.043  |
| Costa Ferreira                 | PFL     | 21.224  |
| José Carlos Saboia             | PSB     | 18.565  |
| Mato Grosso                    |         |         |
| Jonas Pinheiro                 | PFL     | 49.428  |
| Augustinho Freitas             | PTB     | 29.938  |
| João Teixeira                  | PFL     | 27.335  |
| Wilmar Peres de Faria          | PFL     | 23.751  |
| Wellington Fagundes            | PL      | 22.595  |
| Rodrigues Palma                | PTB     | 21.507  |
| Oscar Travassos                | PDS     | 13.485  |
| Mato Grosso do Sul             |         |         |
| Flávio Derzi                   | PST     | 61.203  |
| Marilu Guimarães               | PTB     | 52.463  |
| Waldir Guerra                  | PST     | 38.673  |
| Elísio Curvo                   | PRN     | 28.887  |
| José Elias Moreira             | PTB     | 25.315  |
| George Takimoto                | PFL     | 24.432  |
| Nelson Trad                    | PTB     | 24.053  |
| Valter Pereira                 | PMDB    | 22.340  |
| Minas Gerais                   |         |         |
| Sérgio Naya                    | PMDB    | 71.787  |
| Tarcísio Delgado               | PMDB    | 68.244  |
| José Belato                    | PMDB    | 61.419  |
| Humberto Souto                 | PFL     | 58.382  |
| Paulo Delgado                  | PT      | 55.312  |
| Zaire Rezende                  | PMDB    | 52.016  |
| Romel Anízio                   | PRN     | 49.022  |
| Luiz Tadeu Leite               | PMDB    | 47.159  |
| Lael Varela                    | PFL     | 46.264  |
| Wilson Cunha                   | PTB     | 45.989  |
| José Geraldo Ribeiro           | PMDB    | 44.982  |
| Irani Barbosa                  | PL      | 44.305  |
| Aécio Neves                    | PSDB    | 42.412  |
| Odelmo Leão                    | PMDB    | 41.033  |
| Getúlio Neiva                  | PRN     | 40.559  |
| Marcos Lima                    | PMDB    | 39.929  |
| João Paulo                     | PT      | 39.580  |
| Maurício Campos                | PL      | 39.153  |
| Mário Assad                    | PFL     | 37.889  |
| Leopoldo Bessone               | PMDB    | 37.346  |
| José Santana de Vasconcelos    | PMDB    | 36.694  |
| Osmânio Pereira                | PSDB    | 35.724  |
| Neif Jabur                     | PMDB    | 35.563  |
| Israel Pinheiro Filho          | PRS     | 35.393  |
| Paulo Heslander                | PTB     | 35.151  |
| José Aldo dos Santos           | PRS     | 35.101  |
| Paulino Cícero                 | PSDB    | 34.870  |
| Fernando Diniz                 | PMDB    | 33.325  |
| Armando Costa                  | PMDB    | 32.887  |
| Aloísio Vasconcelos            | PMDB    | 32.579  |
| Samir Tannus                   | PDC     | 32.533  |
| Sandra Starling                | PT      | 32.248  |
| Edmar Moreira                  | PRN     | 32.010  |
| Wagner do Nascimento           | PTB     | 31.724  |
| Mário de Oliveira              | PRN     | 31.467  |
| Felipe Neri                    | PMDB    | 31.105  |
| Aracely de Paula               | PFL     | 30.812  |
| Genésio Bernardino             | PMDB    | 30.280  |
| Ibrahim Abi-Ackel              | PDS     | 30.110  |
| Raul Belém                     | PRN     | 23.406  |
| Bonifácio de Andrada           | PDS     | 28.396  |
| João Batista Rosa              | PMDB    | 28.714  |
| Nilmário Miranda               | PT      | 27.434  |
| Christovam Chiaradia           | PFL     | 26.164  |
| Roberto Brant                  | PRS     | 24.647  |
| Tilden Santiago                | PT      | 23.581  |
| Avelino Costa                  | PL      | 23.402  |
| Vittorio Medioli               | PSDB    | 22.882  |
| José Rezende                   | PRS     | 22.772  |
| José Elias Murad               | PSDB    | 21.519  |
| Saulo Coelho                   | PSDB    | 20.339  |
| Célio de Castro                | PSB     | 18.962  |
| Agostinho Valente              | PT      | 12.145  |
| Pará                           |         |         |
| Socorro Gomes                  | PCdoB   | 60.317  |
| Mário Chermont                 | PTB     | 42.111  |
| Alacid Nunes                   | PFL     | 41.751  |
| Carlos Kayath                  | PTB     | 26.071  |
| Valdir Ganzer                  | PT      | 25.634  |
| José Diogo                     | PDS     | 25.558  |
| Manuel Ribeiro                 | PMDB    | 22.211  |
| Paulo Titan                    | PMDB    | 21.011  |
| Hilário Coimbra                | PTB     | 20.052  |
| Nicias Ribeiro                 | PMDB    | 19.580  |
| Osvaldo Melo                   | PDS     | 19.194  |
| Giovani Queiroz                | PDT     | 17.737  |
| Hermínio Calvinho              | PMDB    | 16.976  |
| Domingos Juvenil               | PMDB    | 16.537  |
| Gerson Peres                   | PDS     | 16.170  |
| Paulo Rocha                    | PT      | 15.260  |
| Mário Martins                  | PMDB    | 14.572  |
| Paraíba                        |         |         |
| Lúcia Braga                    | PDT     | 67.462  |
| Ivan Burity                    | PDS     | 44.466  |
| Ivandro Cunha Lima             | PMDB    | 44.231  |
| Rivaldo Medeiros               | PDS     | 39.473  |
| Vital do Rego                  | PDT     | 33.468  |
| Adauto Pereira                 | PFL     | 30.456  |
| Efraim Morais                  | PFL     | 30.308  |
| Evaldo Gonçalves               | PFL     | 29.569  |
| Francisco Evangelista          | PDT     | 27.307  |
| José Maranhão                  | PMDB    | 25.860  |
| José Luiz Clerot               | PMDB    | 25.106  |
| Zuca Moreira                   | PMDB    | 22.105  |
| Paraná                         |         |         |
| Max Rosenmann                  | PRN     | 58.676  |
| Pinga Fogo de Oliveira         | PRN     | 58.474  |
| Wilson Moreira                 | PSDB    | 54.332  |
| Renato Johnsson                | PRN     | 50.029  |
| Otto Cunha                     | PRN     | 49.054  |
| Said Ferreira                  | PMDB    | 41.947  |
| Antônio Bárbara                | PRN     | 41.112  |
| Delcino Tavares                | PMDB    | 37.508  |
| Luciano Pizzatto               | PRN     | 35.726  |
| Basílio Villani                | PRN     | 34.337  |
| Ratinho                        | PRN     | 33.887  |
| Ivânio Guerra                  | PFL     | 32.267  |
| Antônio Ueno                   | PFL     | 31.798  |
| Werner Wanderer                | PFL     | 31.716  |
| Carlos Scarpelini              | PMDB    | 31.440  |
| Pedro Tonelli                  | PT      | 30.959  |
| Reinhold Stephanes             | PFL     | 29.973  |
| Antônio Romero Filho           | PMDB    | 29.710  |
| Luiz Carlos Hauly              | PMDB    | 28.823  |
| Rubens Bueno                   | PSDB    | 28.319  |
| Homero Oguido                  | PMDB    | 25.789  |
| Matheus Iensen                 | PTB     | 24.631  |
| Onaireves Moura                | PTB     | 24.240  |
| Flávio Arns                    | PSDB    | 23.678  |
| Joni Varisco                   | PMDB    | 20.148  |
| Élio Dalla Vecchia             | PDT     | 18.139  |
| Edi Siliprandi                 | PDT     | 17.317  |
| Paulo Munhoz da Rocha          | PSDB    | 17.180  |
| Edésio Passos                  | PT      | 12.644  |
| Paulo Bernardo                 | PT      | 9.644   |
| Pernambuco                     |         |         |
| Miguel Arraes                  | PSB     | 339.158 |
| Roberto Magalhães              | PFL     | 205.341 |
| Roberto Freire                 | PCB     | 97.485  |
| José Múcio Monteiro            | PFL     | 63.470  |
| Ricardo Fiuza                  | PFL     | 59.936  |
| Tony Gel                       | PRN     | 54.324  |
| José Mendonça Bezerra          | PFL     | 53.458  |
| Inocêncio Oliveira             | PFL     | 49.291  |
| Osvaldo Coelho                 | PFL     | 46.227  |
| Gilson Machado                 | PFL     | 41.675  |
| Maviael Cavalcanti             | PRN     | 36.584  |
| José Carlos Vasconcelos        | PRN     | 33.003  |
| Gustavo Krause                 | PFL     | 32.132  |
| Wilson Campos                  | PMDB    | 30.782  |
| Pedro Corrêa                   | PFL     | 29.774  |
| José Jorge                     | PFL     | 26.804  |
| Fernando Bezerra Coelho        | PMDB    | 26.746  |
| Salatiel Carvalho              | PFL     | 26.081  |
| Nilson Gibson                  | PMDB    | 24.269  |
| Sérgio Guerra                  | PSB     | 23.099  |
| Maurílio Ferreira Lima         | PMDB    | 19.624  |
| Luiz Piauhylino                | PSB     | 14.870  |
| Renildo Calheiros              | PCdoB   | 4.469   |
| Álvaro Ribeiro                 | PSB     | 3.734   |
| Roberto França                 | PSB     | 3.256   |
| Piauí                          |         |         |
| Átila Lira                     | PFL     | 66.812  |
| Benedito Sá                    | PDS     | 63.381  |
| Paulo Silva                    | PSDB    | 55.402  |
| Paes Landim                    | PFL     | 48.694  |
| José Luís Maia                 | PDS     | 41.913  |
| Murilo Rezende                 | PMDB    | 41.284  |
| Jesus Tajra                    | PFL     | 39.677  |
| Mussa Demes                    | PFL     | 37.810  |
| João Henrique                  | PMDB    | 36.931  |
| Ciro Nogueira                  | PFL     | 35.025  |
| Rio de Janeiro                 |         |         |
| Candidato                      | Votos   |         |
| Cidinha Campos                 | PDT     |         |
| César Maia                     | PDT     |         |
| Regina Gordilho                | PDT     |         |
| José Vicente                   | PDT     |         |
| Carlos Campista                | PDT     |         |
| José Coutinho                  | PDT     |         |
| Miro Teixeira                  | PDT     |         |
| Luiz Salomão                   | PDT     |         |
| Roberto Cid                    | PDT     |         |
| José Maurício                  | PDT     |         |
| Brandão Monteiro               | PDT     |         |
| Vivaldo Barbosa                | PDT     |         |
| Bocayuva Cunha                 | PDT     |         |
| Junot Abi-Ramia                | PDT     |         |
| Fernando Lopes                 | PDT     |         |
| Paulo Portugal                 | PDT     |         |
| Carlos Lupi                    | PDT     |         |
| Sérgio Cury                    | PDT     |         |
| Márcia Cibillis                | PDT     |         |
| Laerte Bastos                  | PDT     |         |
| Sérgio Arouca                  | PCB     |         |
| Jandira Feghali                | PCdoB   |         |
| Fábio Raunheitti               | PTB     |         |
| João Mendes                    | PTB     |         |
| Aldir Cabral                   | PTB     |         |
| Roberto Jefferson              | PTB     |         |
| Sandra Cavalcanti              | PFL     |         |
| Simão Sessim                   | PFL     |         |
| Francisco Dornelles            | PFL     |         |
| Arolde de Oliveira             | PFL     |         |
| Jorge Egydio                   | PFL     |         |
| Wanda Reis                     | PMDB    |         |
| Laprovita Vieira               | PMDB    |         |
| Jair Bolsonaro                 | PDC     |         |
| Francisco da Silva             | PDC     |         |
| Benedita da Silva              | PT      |         |
| Wladimir Palmeira              | PT      |         |
| Carlos Santana                 | PT      |         |
| Jamil Haddad                   | PSB     |         |
| Amaral Netto                   | PDS     |         |
| Roberto Campos                 | PDS     |         |
| Rubem Medina                   | PRN     |         |
| Flávio Palmier                 | PRN     |         |
| Álvaro Valle                   | PL      |         |
| Nelson Bornier                 | PL      |         |
| Paulo Cardoso                  | PTR     |         |
| Rio Grande do Norte            |         |         |
| Flávio Rocha                   | PRN     | 72.406  |
| Laíre Rosado                   | PMDB    | 64.313  |
| Fernando Freire                | PFL     | 63.696  |
| Aluizio Alves                  | PMDB    | 61.541  |
| Henrique Eduardo Alves         | PMDB    | 52.487  |
| João Faustino                  | PSDB    | 51.579  |
| Iberê Ferreira                 | PFL     | 47.701  |
| Ney Lopes                      | PFL     | 45.292  |
| Rio Grande do Sul              |         |         |
| Mendes Ribeiro                 | PMDB    | 109.744 |
| Germano Rigotto                | PMDB    | 94.077  |
| Paulo Paim                     | PT      | 71.298  |
| Ibsen Pinheiro                 | PMDB    | 64.546  |
| Odacir Klein                   | PMDB    | 51.814  |
| Victor Faccioni                | PDS     | 51.533  |
| Nelson Proença                 | PMDB    | 51.440  |
| Antônio Britto                 | PMDB    | 50.957  |
| Adão Pretto                    | PT      | 44.704  |
| Telmo Kirst                    | PDS     | 42.983  |
| Carlos Azambuja                | PDS     | 41.314  |
| Adylson Motta                  | PDS     | 39.193  |
| Celso Bernardi                 | PDS     | 38.719  |
| Adolfo Fetter Júnior           | PDS     | 37.989  |
| Osvaldo Bender                 | PDS     | 37.646  |
| Fernando Carrion               | PDS     | 37.430  |
| Carrion Júnior                 | PDT     | 35.455  |
| Nelson Jobim                   | PMDB    | 34.921  |
| José Fortunati                 | PT      | 33.808  |
| Arno Magarinos                 | PFL     | 33.126  |
| Luís Roberto Ponte             | PMDB    | 32.690  |
| Valdomiro Lima                 | PDT     | 32.538  |
| João de Deus Antunes           | PDT     | 31.713  |
| Wilson Müller                  | PDT     | 30.962  |
| Raul Pont                      | PT      | 29.859  |
| Éden Pedroso                   | PDT     | 29.645  |
| Ivo Mainardi                   | PMDB    | 29.545  |
| Amaury Müller                  | PDT     | 29.284  |
| Carlos Cardinal                | PDT     | 27.682  |
| Aldo Pinto                     | PDT     | 23.915  |
| Adroaldo Streck                | PSDB    | 19.649  |
| Rondônia                       |         |         |
| Edison Fidélis                 | PTB     | 13.885  |
| Nobel Moura                    | PTB     | 12.388  |
| Jabes Rabelo                   | PTB     | 11.002  |
| Carlinhos Camurça              | PTB     | 9.360   |
| Reditário Cassol               | PTB     | 9.289   |
| Raquel Cândido                 | PDT     | 7.961   |
| Maurício Calixto               | PTB     | 7.841   |
| Pascoal Novais                 | PTB     | 3.943   |
| Roraima                        |         |         |
| Teresa Surita                  | PDS     | 11.128  |
| Alceste Almeida                | PTB     | 3.451   |
| Júlio Cabral                   | PTB     | 2.875   |
| Avenir Rosa                    | PDC     | 2.585   |
| Chico Rodrigues                | PTB     | 2.352   |
| Marcelo Luz                    | PDS     | 1.806   |
| Rubem Bento                    | PFL     | 1.548   |
| João Fagundes                  | PMDB    | 1.395   |
| Santa Catarina                 |         |         |
| Ângela Amin                    | PDS     | 129.011 |
| César Souza                    | PFL     | 95.749  |
| Paulo Bauer                    | PDS     | 52.144  |
| Nelson Morro                   | PFL     | 49.785  |
| Luiz Henrique da Silveira      | PMDB    | 49.091  |
| Jarvis Gaidzinski              | PL      | 49.041  |
| Paulo Duarte                   | PFL     | 47.591  |
| Ruberval Pilotto               | PDS     | 45.742  |
| Hugo Biehl                     | PDS     | 45.010  |
| Vasco Furlan                   | PDS     | 39.858  |
| Luci Choinacki                 | PT      | 36.744  |
| Eduardo Pinho                  | PMDB    | 32.994  |
| Dejandir Dalpasquale           | PMDB    | 29.868  |
| Neuto de Conto                 | PMDB    | 27.400  |
| Renato Viana                   | PMDB    | 23.911  |
| Dércio Knop                    | PDT     | 13.740  |
| São Paulo                      |         |         |
| José Serra                     | PSDB    | 338.747 |
| João Melão Neto                | PL      | 260.319 |
| Arnaldo Faria de Sá            | PRN     | 231.808 |
| Delfim Neto                    | PDS     | 142.141 |
| Magalhães Teixeira             | PSDB    | 136.522 |
| Aloizio Mercadante             | PT      | 119.765 |
| Luiz Carlos Santos             | PMDB    | 100.482 |
| Hélio Bicudo                   | PT      | 96.705  |
| Fábio Feldmann                 | PSDB    | 93.989  |
| Vadão Gomes                    | PRN     | 83.175  |
| Euclides de Melo               | PRN     | 82.344  |
| Robson Tuma                    | PL      | 81.491  |
| Jorge Tadeu Mudalen            | PMDB    | 79.110  |
| Cunha Bueno                    | PDS     | 76.644  |
| José Genoino                   | PT      | 71.621  |
| Valdemar Costa Neto            | PL      | 70.886  |
| Wagner Rossi                   | PMDB    | 69.997  |
| Beto Mansur                    | PDT     | 69.812  |
| Edevaldo Alves                 | PDS     | 64.648  |
| Ary Kara                       | PMDB    | 62.475  |
| Tidei de Lima                  | PMDB    | 60.965  |
| Fausto Rocha                   | PRN     | 60.278  |
| Luiz Gushiken                  | PT      | 57.988  |
| Marcelino Romano               | PDS     | 57.903  |
| Tadashi Kuriki                 | PTB     | 57.610  |
| Geraldo Alckmin                | PSDB    | 55.639  |
| Ricardo Izar                   | PL      | 54.570  |
| Mendes Thame                   | PSDB    | 54.508  |
| Maluly Neto                    | PFL     | 49.474  |
| Liberato Caboclo               | PDT     | 49.364  |
| Ulysses Guimarães              | PMDB    | 46.635  |
| Walter Nory                    | PMDB    | 45.368  |
| Manuel Moreira                 | PMDB    | 42.041  |
| Marcelo Barbieri               | PMDB    | 41.845  |
| Gastone Righi                  | PTB     | 41.286  |
| José Cicote                    | PT      | 40.224  |
| Hélio Rosas                    | PMDB    | 39.399  |
| Diogo Nomura                   | PL      | 39.239  |
| Jurandir Paixão                | PMDB    | 39.041  |
| Alberto Haddad                 | PRN     | 38.987  |
| Eduardo Jorge                  | PT      | 38.261  |
| André Benassi                  | PSDB    | 37.984  |
| Alberto Goldman                | PMDB    | 37.873  |
| Pedro Pavão                    | PDS     | 36.977  |
| José Dirceu                    | PT      | 35.329  |
| Maurici Mariano                | PRN     | 34.805  |
| Roberto Cardoso Alves          | PTB     | 34.589  |
| José Maria Eymael              | PDC     | 34.191  |
| Nelson Marquezelli             | PTB     | 31.533  |
| Mendes Botelho                 | PTB     | 31.214  |
| Aldo Rebelo                    | PCdoB   | 29.554  |
| Osvaldo Stecca                 | PSDB    | 28.813  |
| Heitor Franco                  | PDS     | 28.593  |
| Sólon Borges                   | PTB     | 28.142  |
| Florestan Fernandes            | PT      | 27.676  |
| Fábio de Salles Meireles       | PDS     | 26.916  |
| Tuga Angerami                  | PSDB    | 26.814  |
| Koyu Iha                       | PSDB    | 24.252  |
| Irma Passoni                   | PT      | 21.194  |
| Ernesto Gradella               | PT      | 19.723  |
| Sergipe                        |         |         |
| Pedro Valadares                | PFL     | 37.295  |
| José Teles                     | PDS     | 21.514  |
| Djenal Gonçalves               | PDS     | 19.495  |
| Jerônimo Reis                  | PFL     | 19.441  |
| Everaldo de Oliveira           | PMN     | 17.594  |
| Cleonâncio Fonseca             | PRN     | 17.197  |
| Messias Góis                   | PFL     | 17.012  |
| Benedito de Figueiredo         | PFL     | 16.544  |
| Tocantins                      |         |         |
| Eduardo Siqueira Campos        | PDC     | 35.619  |
| Edmundo Galdino                | PSDB    | 22.877  |
| Derval de Paiva                | PMDB    | 22.647  |
| Osvaldo Reis                   | PDC     | 18.677  |
| Freire Júnior                  | PRN     | 16.210  |
| Leomar Quintanilha             | PDC     | 13.417  |
| Paulo Mourão                   | PDC     | 13.053  |
| Merval Pimenta                 | PMDB    | 9.969   |